# Borcherding (Familie)

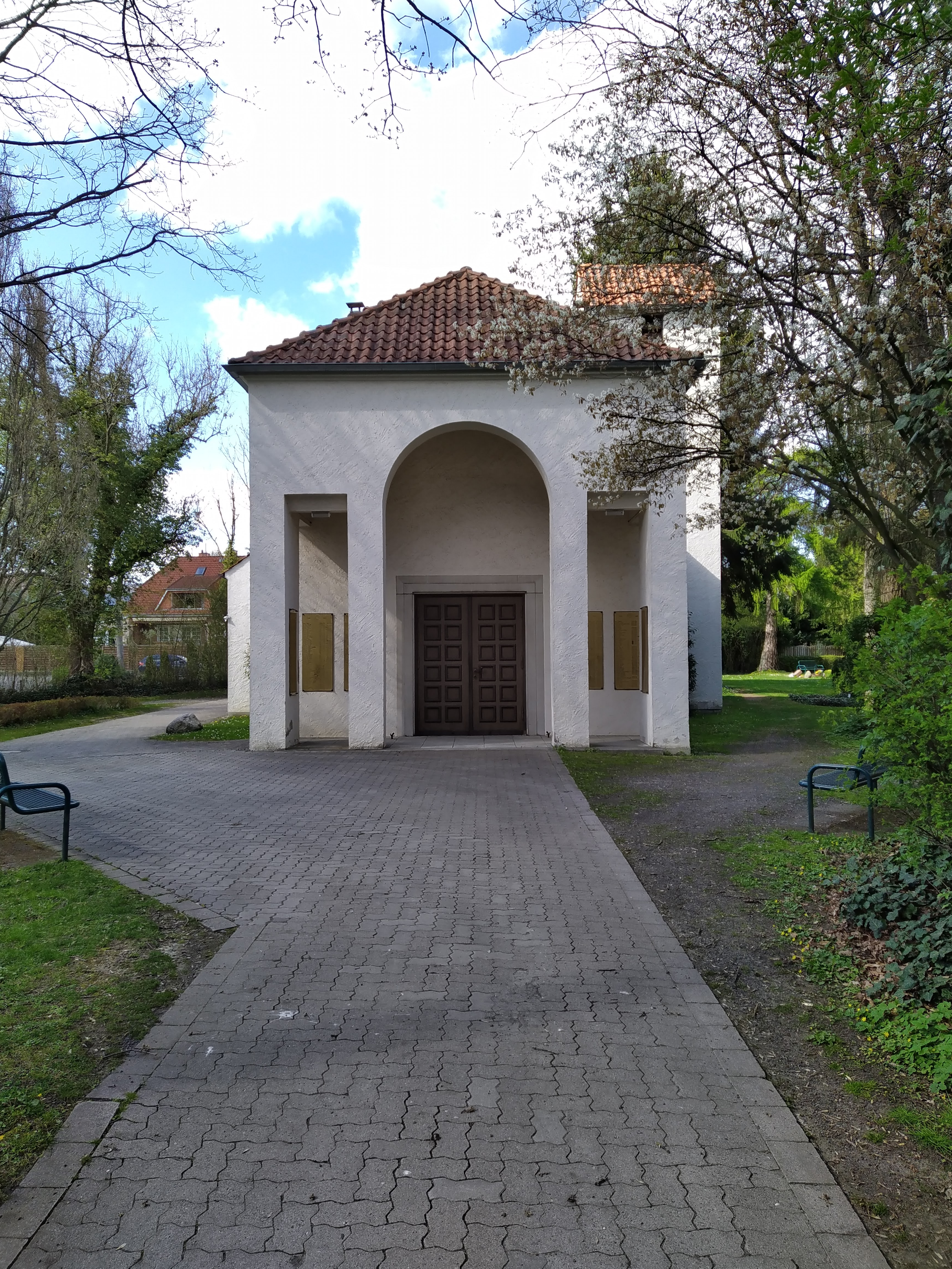
Die 1937 von Hermann Borcherding erbaute Kapelle auf dem Alten Friedhof in Springe

Borcherding ist der Name einer ursprünglich aus Eimbeckhausen stammenden Familie, die sich ab dem 18. Jahrhundert in der Stadt Springe in der heutigen Region Hannover nachweisen lässt. Die männlichen Mitglieder der „Borcherdings“ waren bis zum Erlöschen des gleichnamigen Bauunternehmens im Jahr 1972 allesamt Maurer. Sie hinterließen im Bild der Stadt am Deister und auch auf dem Höhenzug selbst einige bemerkenswerte Bauten, darunter die Brücke im Kalksteinbruch im Ebersberg oder beispielsweise die – denkmalgeschützte – Kapelle auf dem Alten Springer Friedhof.

## Persönlichkeiten
- Johann Friedrich Borcherding (1771–1841)[1]
- Heinrich I. Friedrich Borcherding (1809–1873)[1]
  - Heinrich Borcherding II.[1] (13. Januar 1843 – 11. November 1933), Grabstein gemeinsam mit Charlotte, geborene Fricke auf dem Alten Friedhof in Springe[5] er erbaute das Haus Bahnhofstraße 9[1]
  - Charlotte Borcherding, geborene Fricke (11. November 1842 – 1. November 1926), Grabstein gemeinsam mit Heinrich auf dem Alten Friedhof[5]
- Heinrich Borcherding III. (1867–1940)[1]
- Heinrich Borcherding IV. (1906–1988)[1]